# Купанта-Рунтія
Купанта-Рунтія (Купанта-Курунта) (*д/н — бл. 1250 до н. е.) — 2-й володар держави Міра близько 1305/1300—1250 років до н. е.

## Життєпис
Ім'я батька невідоме, але знано, що був небожем Машхуілуви, царя Міри. Був всиновлений останнім та його дружиною Муватті, хеттською царівною, що доволі незвично.
За різними відомостями 1310, 1305 або 1300 року до н. е. внаслідок повалення Машхуілуви, що повстав проти хеттів, Купанта-Рунтія був оголошений новим володарем Міри.
Протягом усього свого панування зберігав вірність хеттським царям Мурсілі II і Муваталлі II. Вже у 1306—1300 роках до н. е. допомагав хеттам у боротьбі проти держави Аххіява, царі якої намагалися відновити колишню Арцаву. Відправив своє військо до складу хеттської армії, що брало участь у битві при Кадеші проти єгиптян. На думку дослідників Купанта-Рунтія сам очолював власні загони. Згадується в договорі Муваталлі II з Алаксанду, царем Вілуси.
З початком боротьбі за владу серед хеттів між Мурсілі III і Хаттусілі III підтримав першого. З огляду на поразки Мурсілі III намагався укласти союз з фараоном Рамсесом II, але той близько 1259 року до н. е. уклав мирну угоду з Хаттусілі III.
Завершення панування Купанта-Рунтії невідомо: за різними версіями його було повалено й заслано за наказом Хаттусілі III, помер своєю смертю або зрікся трону. Владу спадкував його родич Аланталлі.